# ألفرد كلار
الفريد كلار (بالألمانية: Alfred Klahr) (و16 سبتمبر 1904 في فيينا، النمسا-المجر؛ م يوليو 1944 في وارسو، بولندا)؛ مفكر وسياسي شيوعي وصحفي نمساوي.

## حياته

### حياته الطلابية ونشاطه الصحفي في فترة ما بين الحربين
والده، سالومون كلار كان مرتّل كنيس الطائفة اليهودية في فيينا. انضم ألفرد كلار في شبابه المبكر إلى اتحاد تلاميذ الإعدادية الاشتراكيين، ولاحقا انضم إلى رابطة الشبيبة الشيوعية. نال عضوية الحزب الشيوعي النمساوي عام 1924 وانضم إلى جهازه الحزبي العامل. بعد حصوله على الشهادة الثانوية عام 1923، بدأ دراسة الكيمياء في جامعة فيينا، ولكنه اضطر إلى التخلي عنها لضيق الحال. حصل في الفصل الدراسي الشتوي لعام 1924/25 أتمّ دراسة في العلوم السياسية (علوم الدولة) في فيينا، ثم نال فيها شهادة الدكتوراه عام 1928. بعدها انتقل إلى برلين ليعمل صحفيا متطوعا في صحيفة الحزب الشيوعي الألماني المركزية «الراية الحمراء» (بالألمانية: Die Rote Fahne)، وصار عضوا في الحزب الشيوعي الألماني. في تموز/يوليو 1929 ذهب إلى موسكو، حيث عمل في أممية الشبيبة الشيوعية والكومنترن. في ربيع عام 1932 عاد إلى فيينا واستأنف نشاطه الحزبي هناك عمل في صحيفة الحزب الشيوعي النمساوي التي تحمل نفس الاسم، وكان ألفرد كلار نائب رئيس تحريرها عندما عندما حظرها نظام الفاشية النمساوية في صيف عام 1933.
اعتقل كلار بعد انتفاضة شباط/فبرايرعام 1934 بسبب معتقداته السياسية، ثم بعد الإفراج عنه إلى موسكو بعد توقف قصير في براغ، حيث عمل محاضرًا في القسم النمساوي في مدرسة لينين الأممية حتى نهاية عام 1937.

### نشاطه في مقاومة الفاشية وسجنه ومقتله في معسكرات الاعتقال النازية

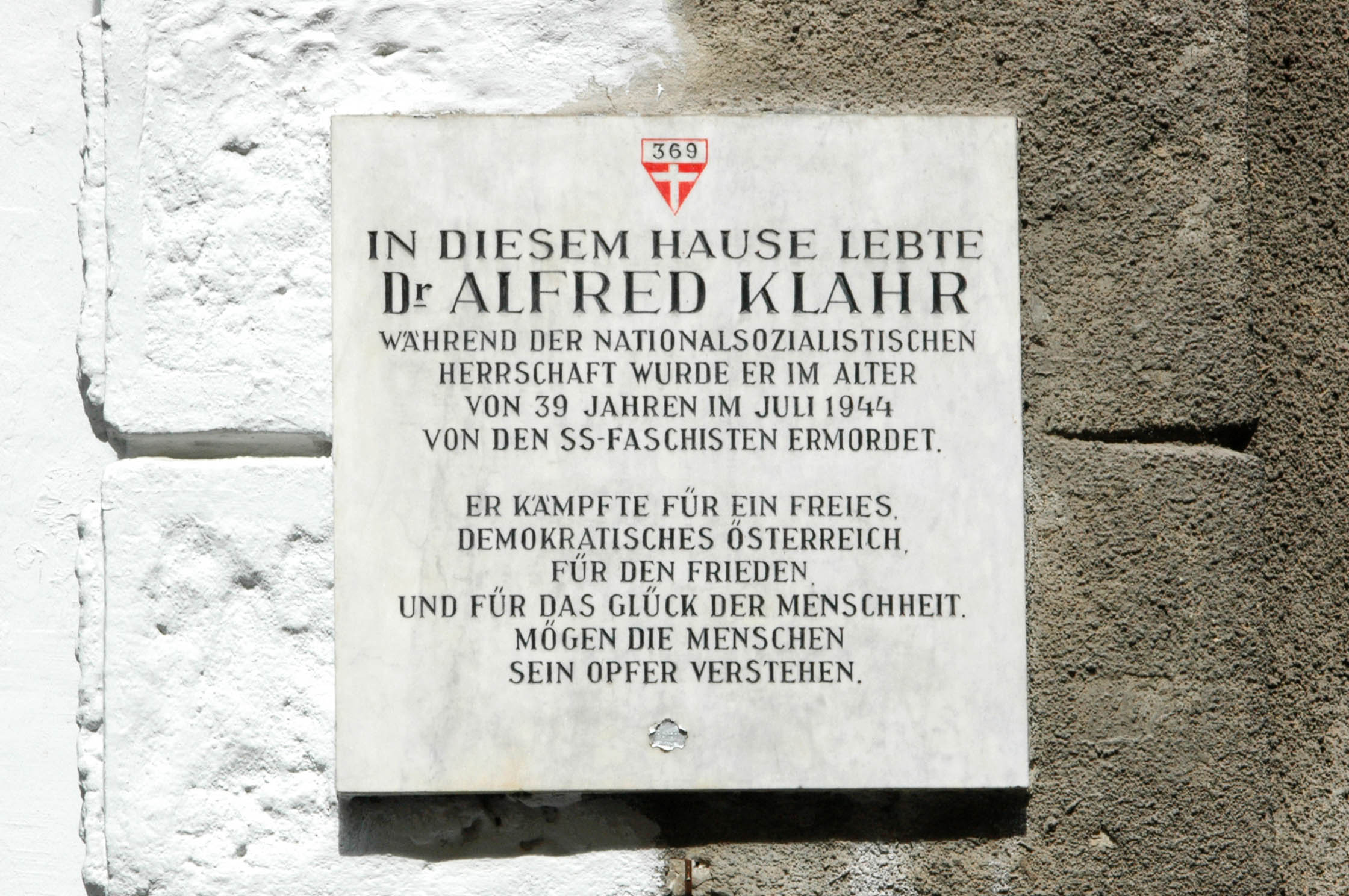
لوحة تذكارية لألفريد كلار أمام منزله في شارع Novaragasse في حي فيينا السابع عشر

في أوائل عام 1938 عاد كلاار إلى براغ ليعمل محررًا في مجلة الشيوعيين النمساويية "الدرب والهدف" ء" (بالألمانية: Weg und Ziel)، بينما بقيت زوجته روزا (1910-1978) في الاتحاد السوفييتي. بعد احتلال النازيين الجمهورية التشيكية اضطر إلى الفرار والاختفاء، ونشط مع الشيوعيين النمساويين اللاجئين في عدة بلدان أوروبية في المقاومة السرية التي انخرط فيها الشيوعيون النمساويون. بعد الاحتلال الألماني لبلجيكا أسر مع رفاق آخرين في أيار/مايو 1940 واعتقلوا في معسكر سان سيبريان في فرنسا. في آب/أغسطس 1940 تمكن ألفرد من الفرار مع سجناء آخرين، وواصل العمل مع المقاومة السرية. أخيرًا، وفي عام 1941، ألقت شرطة إقليم زيورخ القبض على كلار وسلمته إلى نظام فيشي الفرنسي. في آب/أغسطس 1942 نُقل من معتقل لو فيرنيه إلى أوشفيتز، وهناك أعطي الرقم 58933، وهناك استخدم في أعمال السخرة المعسكر الفرعي جويشوفيتز. في عام 1943 إلى المعسكر الرئيسي في أوشفيتز، وفي 15 حزيران/يونيو 1944 تمكن هو وسجين بولندي من الفرار من المعسكر بمساعدة ما كان يعرف ب"مجموعة أوشفيتز القتالية" التي شكلها معتقو المقاومة النمساويون والبولنديون.بعد الفرار كانت مهمته إقامة صلة بين قيادة حزب العمال البولندي المحلية والمقاومة داخل المعسكر، ثم الاتصال بالجيش الأحمر. تمكن كلار من شق طريقه حتى وارسووهناك أمسكت به دورية تابعة لقوات الأمن الخاصة (الإس إس) وأعدمته رميا بالرصاص.

## ألفريد كلار والأمة النمساوية

### مواقفه النظرية
في آذار/مارس ونيسان/أبريل 1937 نشر كلار في فيينا سلسلة من المقالات التي تتناول المسألة القومية في النمسا في مجلة الحزب النظرية «الدرب والهدف». تحت الاسم المستعار «رودلف»، يناقش كلار مسألة كون النمسا جزءًا من الأمة الألمانية أو أمة ذات هوية وطنية مستقلة، ويخلص إلى الاستنتاج التالي:
«إن الرأي القائل بأن الشعب النمساوي جزء من الأمة الألمانية لا أساس له من الناحية النظرية. إن وحدة الأمة الألمانية، التي يراد لها أن تشمل ا النمساويين، لم تكن موجودة قط من قبل ووليست موجودة اليوم أيضًا. لفد عاش الشعب النمساوي في ظروف معيشية اقتصادية وسياسية مختلفة عن تلك التي عاشها الألمان الآخرون في الرايخ الألماني، وبالتالي تطور بمنحى مختلف. إن مدى تقدم تقدمت عملية تطور الشعب النمساوي إلى أمة بحد ذاتها، أو مدى قرب الروابط القومية النابعة من الأصل المشترك واللغة المشتركة، لا يمكن الكشف عنه إلا من خلال تمحيص لتاريخه » 

### أهميته التاريخية
جاءت أعمل كلار في موضوع الأمة النمساوية (المقصود هو الجزء الناطق بالألمانية من امبراطوية النمسا-المجر) في سياق جدل نظري شامل حول ما كان يسمى بـ «المسألة الوطنية» داخل الحركة العمالية الاشتراكية قد بدأ في منتصف القرن التاسع عشر وتناولته كذلك أعمال كارل ماركس وفريدريك إنجلز. في مطلع القرن العشرين أدى تصاعد التوترات القومية في أوروبا، لا سيما داخل امبراطوريات النمسا-المجر ووروسيا المتعددتي الأعراق، إلى تكثيف النقاش في صفوف الاشتراكيين والشيوعيين، وظهرت فيها مساهمات مستدامة وفعالة مثل أعمال مقل كتب أوتو باور (المسألة القومية، 1907)، روزا لوكسمبورغ (المسألة الوطنية والاستقلال، 1909)، جوزيف ستراسر (العامل والأمة، 1912)، ستالين (الماركسية والمسألة الوطنية، 1913) ولينين (حول حق الأمم في تقرير المصير، 1914).

في سياق المسألة الألمانية الألمانية هذا يعتبر ألفريد كلار أول مفكر من الطيف الماركسي يطرح النمسا بصفتها أمة مستقلة. فبعيد الحرب العالمية الأولى، كانت الاشتراكية الديمقراطية في «النمسا الألمانية» لا تزال تعمل من أجل انضمام البلد إلى جمهورية (اشتراكية) ألمانية واحدة. وفي عام 1937، وأمام سياسة الإبادة والتوسع النازية، استخدم كلار أعمال لينين وستالين النظرية للإشارة للمرة الأولى إلى الفروق بين الأمتين الألمانية والنمساوية المبنية على الاختلافات في التاريخ الاقتصاد والعقلية. بعد سنوات، توافقت استنتاجات كلار مع خطط الحلفاء لما بعد الحرب، والتي تبنّاها إعلان موسكو في تشرين أول/أكتوبر 1943 ونص على استعادة النمسا المستقلة. أهمية أعمال كلار تظهر في تعلبق الكاتب النمساوي روبرت ميناس 1993:

## تكريمه: وسام شرف جمهورية النمسا، وجمعية ألفريد كلار
حصل ألفريد كلار على أول تقدير من الدولة النمساوية عام 1979 التي منحته وسام الشرف لاستحقاقاته لتحرير النمسا. من ناحية أخرى تجاهل البريد النمساوي في العام مبادرة دعمها مؤرخون مشهورون لإصدار طابع تذكاري نمساوي.
في محيط الحزب الشيوعي النمساوي الثقافي تأسست عام 1993 جمعية ألفرد كار، ومقرها فيينا. وتدير الجمعية وتؤمن أرشيف ومكتبة الحزب باعتباره تراثا ثقافيا وطنيا، وتنشط في منشوراتها وفعالياتها في الأبحاث في تاريخ الحركة العمالية، وتضم بين أعضائها الأعضاء المؤسسين أساتذة الجامعة هانز هاوتمان وجيرهارد أوبركوفلر والمؤرخ وينفريد جارشا.، كما كان النحات النمساوي ألفريد هردليكا من أشهر داعمي جمعية ألفريد كلار.

## كتابات مختارة (باللغة الألمانية)
- Rudolf (اسم مستعار): Zur nationalen Frage in Österreich, in: Weg und Ziel. Blätter für Theorie und Praxis der Arbeiterbewegung, 2. Jg., Nr. 3, März [1937], S. 126–133.  (في المسألة القومية في النمسا)
- Rudolf (Pseudonym): Zur nationalen Frage in Österreich, in: Weg und Ziel, 2. Jg., Nr. 4, April 1937, S. 173–181.(في المسألة الوطنية في النمسا)
- Alfred Klahr: Gegen den deutschen Chauvinismus! (eine Debatte mit Bruno Baum, gegen dessen Chauvinismus Klahr sich wandte) Auschwitz 1944, wieder Benario-Baum, Berlin 1997, ISBN 3-932636-13-9   (ضد الشوفينة الألمانية – مناقشة مع برونو باوم)
- Alfred Klahr: Zur österreichischen Nation. Mit einem Beitrag von Günther Grabner zur Biografie von Alfred Klahr, hrsg. von der KPÖ, Globus-Verlag, Wien 1994. (في الأمة النمساوية)

## كُتبَ عنه (بالألمانية)
- Martin Krenn/Michael Tatzber-Schebach: Alfred Klahr (1904–1944) – Neue Forschungen zu seiner Biographie, in: Mitteilungen der Alfred Klahr Gesellschaft, 19. Jg. (2012), Nr. 2, S. 1–10. (PDF; 1,7 MB)
- Gerhard Oberkofler/Peter Goller: Der junge Alfred Klahr im Umfeld der Kelsen-Schule (1928), in: Mitteilungen der Alfred Klahr Gesellschaft, 4. Jg. (1997), Nr. 1, S. 1–2.
- Arnold Reisberg: Alfred Klahr. erster marxistisch-leninistischer Theoretiker über die österreichische Nation. In: Geschichte der Arbeiterbewegung. 25, Jg. Berlin 1983, S. 411–416 ISSN 0005-8068
- Horst Schumacher: Eine Anmerkung zum Beitrag von Arnold Reisberg über Alfred Klahr. In: Geschichte der Arbeiterbewegung. 25, Jg. Berlin 1983, S. 417–420.
- KPÖ (Hg.): Unsterbliche Opfer. Gefallen im Kampf der Kommunistischen Partei für Österreichs Freiheit. Wien o. J., S. 12–14.

في المسألة القومية
- Hans Mommsen: Arbeiterbewegung und Nationale Frage. Ausgewählte Aufsätze, Vandenhoeck & Ruprecht, Göttingen 1979, ISBN 3-525-35989-6.
- Richard L. Rudolph, David F. Good (Hrsg.): Nationalism and Empire. The Habsburg Empire and the Soviet Union, St. Martin's Press, New York 1991, ISBN 0-312-06892-1
- John Schwarzmantel: Socialism and the Idea of the Nation, Harvester Wheatsheaf, New York 1991, ISBN 978-0-7450-1002-1.
- Klahr, Alfred, in: Handbuch österreichischer Autorinnen und Autoren jüdischer Herkunft 18. bis 20. Jahrhundert, 2002, S. 680, Eintrag #5172

## روابط إنترنت
- نصوص عن ألفرد كلار في فهرس مكتبة ألمانيا الوطنية
- معلومات عن Alfred Klahr في جمعية Alfred Klahr
- «حول المسألة الوطنية في النمسا» (ملف PDF ؛ 128 كيلوبايت)
- 75 عامًا من «الضم» وألفريد كلهر
- Martin Krenn / Michael Tatzber-Schebach: [www.klahrgesellschaft.at/Mitteilungen/Krenn_Schebach_2_12.pdf ألفريد كلاهر (1904-1944) - بحث جديد عن سيرته الذاتية ]. في: Alfred-Klahr-Gesellschaft - Mitteilungen، Issue 2 of June 2012، pp. 1–10.